# 托阿爾階滅絕事件
托阿爾階滅絕事件（Toarcian extinction）又名普林斯巴赫階-托阿爾階滅絕事件（Pliensbachian-Toarcian extinction）、早侏羅紀滅絕事件（Early Jurassic extinction），發生於侏羅紀早期的普林斯巴赫階與托阿爾階之間，約1億8300萬年前。
托阿爾階滅絕事件對於海生生物的影響最大，尤其是菊石等軟體動物。全球許多地層可發現當時滅絕的證據，例如日本鄰海、安第斯盆地、以及前特提斯洋的殘留海床。證據顯示當時的海水深層有缺氧事件發生，可能是這次海洋生物滅絕的原因。而另一可能原因，則是卡魯-費拉火山爆發，卡魯-費拉火成岩省位於南非與南極洲，並遍及南美洲、印度、澳洲、與紐西蘭，發生時間為約1億8300萬年前，這個時間也對應到海洋缺氧事件。